# Femke Halsema
Femke Halsema (prononcé en néerlandais : [ˈfɛmkə ˈɦɑlsəmaː] ), née le 25 avril 1966 à Haarlem, est une femme politique néerlandaise, bourgmestre d'Amsterdam depuis 2018. Elle est auparavant représentante des Pays-Bas de 1998 à 2011 et chef politique du parti écologiste Gauche verte (GL) de 2002 à 2010.

## Biographie

### Études
Après avoir entamé une formation de professeur et des études d'histoire en 1985, Femke Halsema étudie le droit social à Utrecht et finit par se spécialiser dans la criminologie. Sa mère, Olga Fles, est échevine aux affaires sociales et à l'emploi de 1982 à 1994 à Enschede pour le Parti travailliste (PvdA).

### Carrière professionnelle
Elle travaille comme assistante pour le ministère des Affaires intérieures de 1991 à 1993 en tant que stage de fin d'études, ainsi qu'enseignante à la faculté de sociologie de l'université d'Utrecht à partir de 1992, ce qui la fait connaître au sein du Parti travailliste (PvdA).
Halsema travaille de 1993 à 1997 pour la fondation Wiardi Beckman, l'institut de recherche travailliste, pour laquelle elle écrit le livre Ontspoord. Opstellen over criminaliteit & rechtshandhaving, traduisible en français par Ébauches sur la criminalité et la justice. En 1996, elle devient rédactrice du journal de la Gauche verte (GL) : De Helling (L'inclinaison). Elle travaille aussi pour le centre politico-culturel De Balie à Amsterdam où elle participera en 1997 au projet Res Publica, étude portant sur le rôle de la Constitution néerlandaise dans la société. Dans cette même période, elle se voit proposer une place sur la liste de la Gauche verte pour les élections législatives de 1998.

### Engagement politique
Femke Halsema est connue pour sa position en faveur des demandeurs d'asile et son opposition à la loi sur l'immigration du travailliste Job Cohen. À la suite des élections législatives de 2002 qui marquent une poussée de la droite, elle devient vice-présidente du groupe parlementaire à la Seconde Chambre puis enfin chef politique de la Gauche verte. Elle est tête de liste du parti lors des élections législatives de 2003, 2006 et 2010. Le 16 décembre 2010, Jolande Sap lui succède comme présidente du groupe parlementaire et chef du parti.

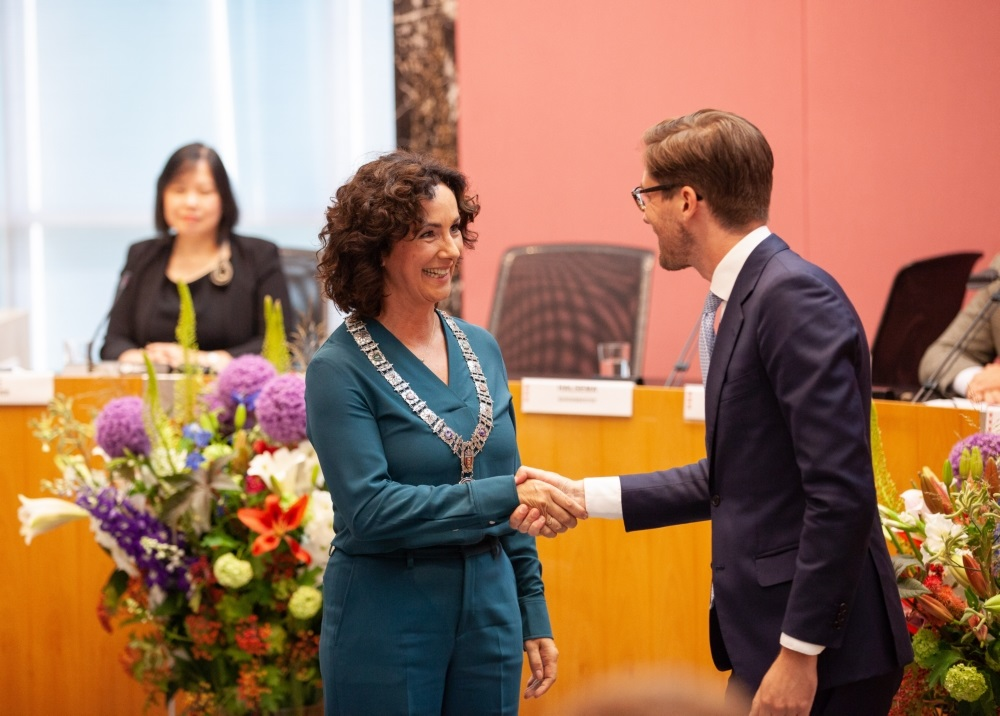
Femke Halsema lors de sa cérémonie de prestation de serment dans la salle du conseil municipal d'Amsterdam, le 12 juillet 2018.

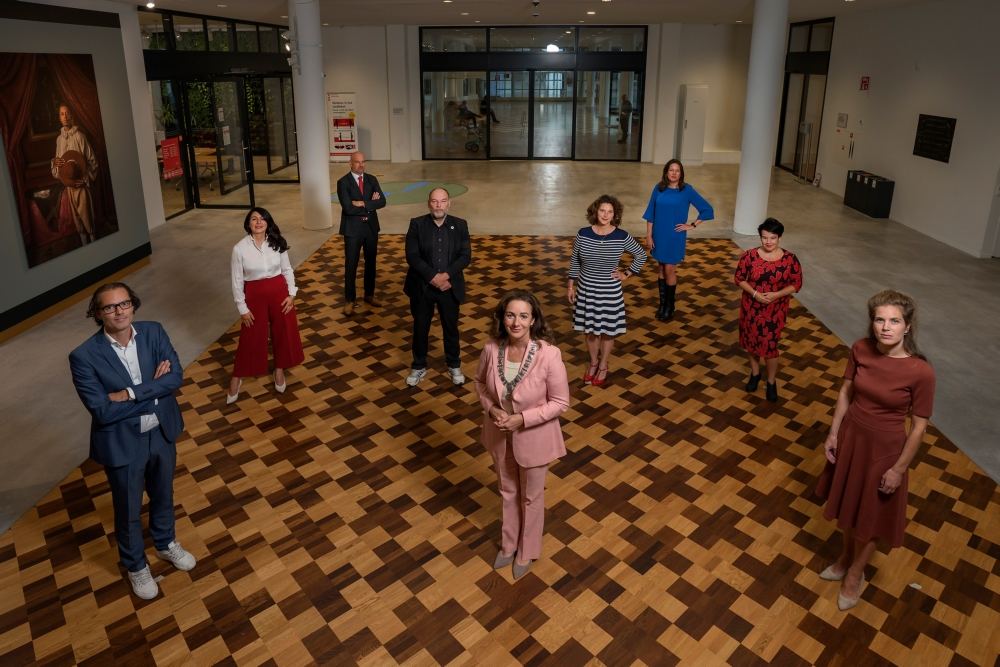
Femke Halsema entourée de ses échevins, au Stopera d'Amsterdam.

Depuis le 12 juillet 2018, Femke Halsema est bourgmestre d'Amsterdam. Sa nomination à la fonction, proposée par le conseil municipal au souverain et validée par le commissaire du Roi en Hollande-Septentrionale, Johan Remkes, fait suite au décès du bourgmestre Eberhard van der Laan le 5 octobre 2017.
Elle succède à Jozias van Aartsen, nommé en tant qu'intérimaire. Neuf jours après sa prestation de serment, elle inaugure la nouvelle Noord/Zuidlijn du métro d'Amsterdam, après 15 ans de travaux, conformément à la volonté de son prédécesseur intérimaire de laisser l'occasion à la nouvelle bourgmestre de plein titre.

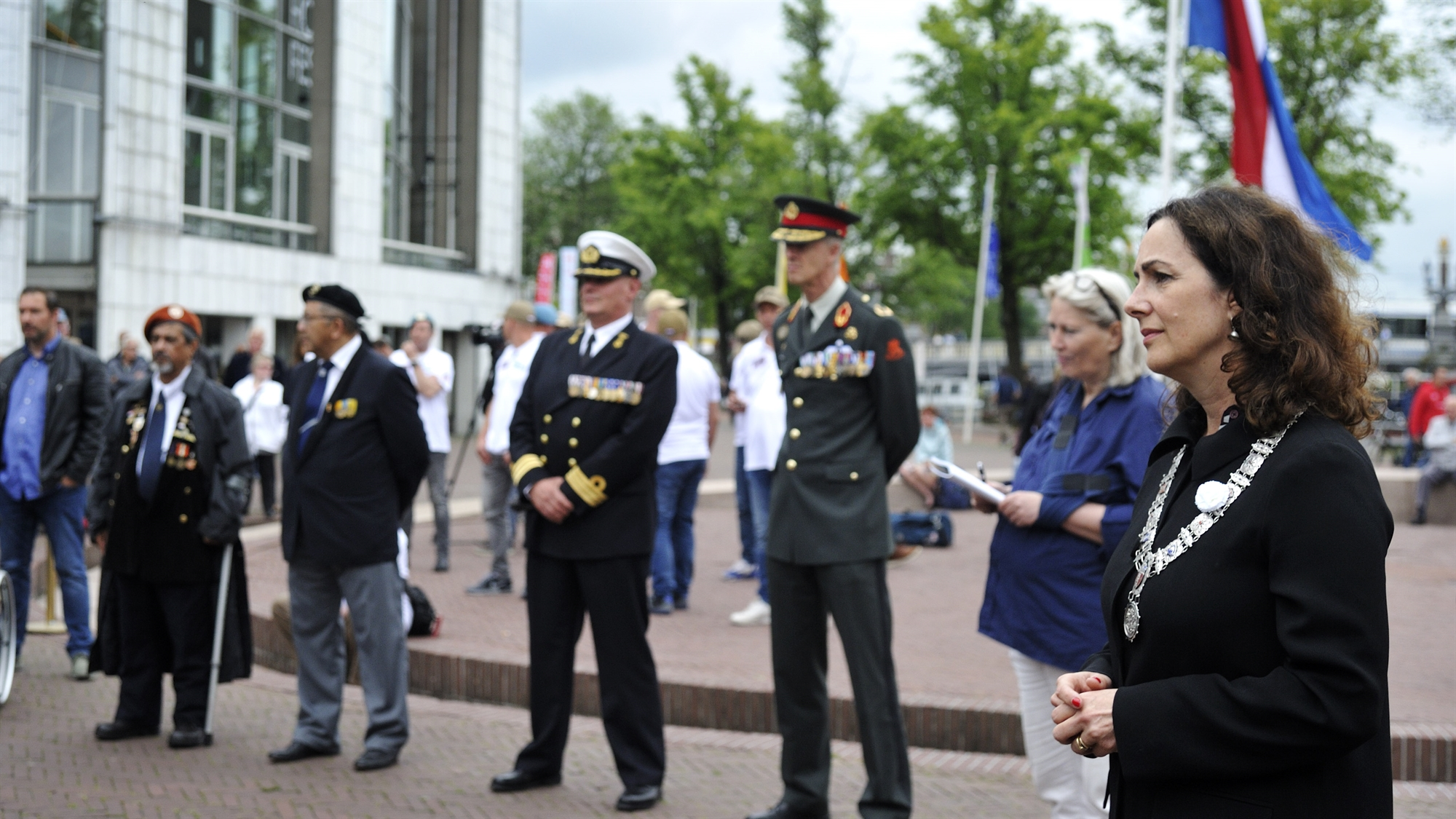
Femke Halsema à la journée des vétérans (veteranendag) de 2019 à Amsterdam.

En août 2019, Femke Halsema fait l'objet d'une polémique en raison de l'arrestation de son fils de 15 ans le mois précédent, après qu'il s'est introduit sur une péniche amstellodamoise inoccupée avec un ami. De Telegraaf écrit qu'il s'agit d'une intrusion à main armée, ce qui est fermement démenti par Halsema, qui parle d'une arme factice. Dans une lettre ouverte à ses administrés, elle estime que « [son] fils est un garçon amstellodamois ordinaire qui a effectivement commis une erreur qu'il doit corriger. Il ne mérite aucune punition publique supplémentaire juste parce qu'il est [son] fils ». Bien que le chef de la police municipale d'Amsterdam, Frank Paauw, assure que le fils de Femke Halsema est traité indifféremment de tout autre suspect, le dossier est transféré au tribunal de Haarlem. En septembre 2019, le mari de Halsema, le réalisateur Robert Oey, accorde un entretien au NRC Handelsblad, dans lequel il dévoile que l'arme, qui n'est non pas factice mais bien réelle, quoique rendue inopérable, lui appartient et est utilisée pour le tournage de films. Ce dernier, en déplacement professionnel à l'étranger au moment de l'arrestation, est rapidement inculpé pour possession illégale d'arme à feu, tandis que la charge est retirée à son fils. Robert Oey se voit infliger une peine de travail d'intérêt général en février 2020 et ne fait pas appel de cette condamnation. Le conseil municipal d'Amsterdam estime alors que l'affaire est de nature privée et close.
En juin 2020, Femke Halsema fait l'objet de fortes critiques après avoir autorisé une manifestation sur la place du Dam liée au mouvement Black Lives Matter dans un contexte de pandémie de Covid-19. Un sondage pour le programme Hart van Nederland de SBS6 conclut que 70 % des Néerlandais estiment qu'elle doit présenter sa démission, bien qu'un sondage pour Het Parool ne trouve pas de majorité en ce sens, particulièrement à Amsterdam. Dans les jours qui suivent la manifestation, le ministère de la Justice et de la Sécurité rend public un échange électronique entre Femke Halsema et le ministre Ferdinand Grapperhaus datant du jour de la manifestation, après une requête parlementaire du Parti pour la liberté (PVV). Cet échange révèle que Femke Halsema  fait savoir à Grapperhaus qu'elle souhaite présenter un communiqué selon lequel la décision d'autoriser la manifestation est prise en accord avec lui, mais il répond qu'il ne soutiendrait pas un tel communiqué du fait de son inexactitude, le projet étant dès lors rapidement abandonné. La révélation mène le dirigeant du PVV Geert Wilders à demander la démission de Halsema lors d'un débat au Parlement et pousse le Parti populaire pour la liberté et la démocratie (VVD) à introduire une motion de censure au conseil municipal à son encontre, fait rare aux Pays-Bas, mais Halsema se maintient grâce au soutien des partis de gauche.
En 2022, Femke Halsema présente un plan visant à lutter contre le surtourisme et faire baisser le coût du logement dans la capitale néerlandaise. Selon elle, les flux massifs de touristes (vingt-deux millions par an) risquent de transformer radicalement le caractère des quartiers anciens : « Nous ne voulons pas qu'Amsterdam en vienne à ressembler à Venise ou à Dubrovnik, deux villes dont le centre historique est devenu un parc à thème. Ces quartiers doivent demeurer habitables par leurs résidents ». Elle prévoit notamment de délocaliser le quartier rouge hors du centre historique. Elle annonce également un vaste programme immobilier avec pour premier objectif de retenir à Amsterdam les classes moyennes et populaires, alors que la ville connait un phénomène de gentrification dû à la hausse constante des prix des loyers.
L'exécutif municipal fait approuver par le conseil municipal l'interdiction de fumer du cannabis dans la rue en centre-ville en mai 2023, et envisage d'interdire temporairement aux touristes l'accès aux coffee shops afin de faire reculer le marché du cannabis.
En avril 2024, elle plaide pour la régulation du marché des drogues dures (cocaïne, MDMA), seul moyen, selon elle, de combattre le narcotrafic,.